# Friedrich Ludwig Karl Finck von Finckenstein
Friedrich Ludwig Karl, comte Finck von Finckenstein (né le 18 février 1745 à Stockholm, mort le 18 avril 1818 à Madlitz près de Lebus) est un chef de gouvernement prussien. 

## Biographie
Friedrich appartient à la famille Finck von Finckenstein, il est le fils de Karl Wilhelm von Finckenstein. En 1779 il perd son poste de chef du gouvernement de Frédéric II de Prusse. Il se consacre ensuite à la littérature, protégeant notamment Ludwig Tieck. 
Il fait rénover le château d'Alt Madlitz acheté par son père près de Francfort-sur-l'Oder, y créant un jardin à l'anglaise entre 1780 et 1800.
Il s'oppose aux réformes prussiennes aux côtés de Friedrich August von der Marwitz, ce qui vaut aux deux hommes quelques semaines de détention à Spandau en 1811.

## Famille
Il est marié avec Albertine von Schönburg-Glauchau (née le 6 juin 1748 et morte le 21 mars 1810). Elle est la petite-fille de Charles-Frédéric-Albert de Brandebourg-Schwedt. Le couple a les enfants suivants:
- Albertine (née le 11 août 1771 et morte le 17 novembre 1771)
- Karl Friedrich Albrecht (de) (né le 17 décembre 1772 et mort le 29 août 1811) marié avec Rosa Marquesa de Mello e Carvalho (née en 1778 et morte le 16 mars 1841) (temporairement fiancé à Rahel Varnhagen)
- Henriette (née le 1er juillet 1774 et morte le 3 novembre 1847) est en couple avec Ludwig Tieck depuis 1803
- Caroline (née le 7 avril 1793 et morte le 9 janvier 1877) marié le 29 janvier 1822 avec le comte Ferdinand von Voß-Buch (né le 17 octobre 1788 et mort le 1er juillet 1871), général d'infanterie
- Wilhelm (né le 26 septembre 1777 et mort le 27 janvier 1843) président du district de Francfort, marié le 7 novembre 1805 à Vienne avec la baronne Maria Regina von Matt (née le 28 octobre 1786 et morte le 7 juillet 1855)[3]
- Luise (née le 21 avril 1779 et morte le 10 septembre 1812) mariée le 21 juillet 1809 Wilhelm von Schütz (mort le 9 août 1847)
- Alexandre (né le 19 octobre 1780 et mort le 21 janvier 1863)

marié le 18 avril 1813 avec la baronne Wilhelmine von Matt (née le 13 juillet 1789 et morte le 11 février 1814)
marié le 18 juin 1820 avec Angelika von Zychlinski (née le 26 septembre 1796 et morte le 16 octobre 1861), parents de Karl Finck von Finckenstein
- Heinrich (né le 14 juin 1782 et mort le 18 novembre 1868) marié le 7 avril 1812 à Havelberg avec la comtesse Amalie von Voss-Buch (née le 17 mars 1787 et morte le 13 novembre 1861)
- Friederike Amalie Ernestine (née le 24 juillet 1784 et morte le 5 janvier 1814) mariée le 21 juin 1806 avec August Wilhelm von Schierstaedt (né le 4 octobre 1781 et mort le 13 avril 1827), fils du général August Ludwig von Schierstaedt (de)
- Albertine Ulrike Luise (née le 22 juillet 1786 et morte le 24 juillet 1862)

mariée le 17 juillet 1814 avec August Wilhelm von Schierstaedt (né le 4 octobre 1781 et mort le 13 avril 1827), fils du général August Ludwig von Schierstaedt (de)
mariée le 14 août 1830 avec Otto Karl Philipp von Voss (né le 31 août 1794 et mort le 10 novembre 1836), fils d'Otto von Voß
- Friedrich Wilhelm Ernst (né le 22 février 1788 et mort le 30 septembre 1788)

## Travaux
- Friedrich Ludwig Karl Finck von Finckenstein: Arethusa oder die bukolis[c]hen Dichter des Alterthums. Erster Theil. Berlin 1789. Google Books. 2. Aufl.: Arethusa oder die bukolischen Dichter des Alterthums. Erster Theil. Berlin 1806. Google Books. Arethusa oder die bukolischen Dichter des Alterthums. Zweyter Theil. Berlin 1810. Google Books.
- Friedrich Ludwig Karl Finck von Finckenstein, Clemens A. Wimmer (Hrsg.): Der Frühlingstag im Garten (1811/12). In: Mitteilungen der Pückler-Gesellschaft Neue Folge. 12 (1997), S. 66–112.
- Friedrich Ludwig Karl Finck von Finckenstein: Madlitzer Konvolut II : Beschreibung meiner Gartenanlage. In: Mitteilungen der Pückler-Gesellschaft 13 (1998), S. 109–155.